# مایکل وارینر
مایکل وارینر (انگلیسی: Michael Warriner; ۳ دسامبر ۱۹۰۸ – ۷ آوریل ۱۹۸۶) قایقران روئینگ اهل بریتانیا بود.